# Giovanni dal Ponte

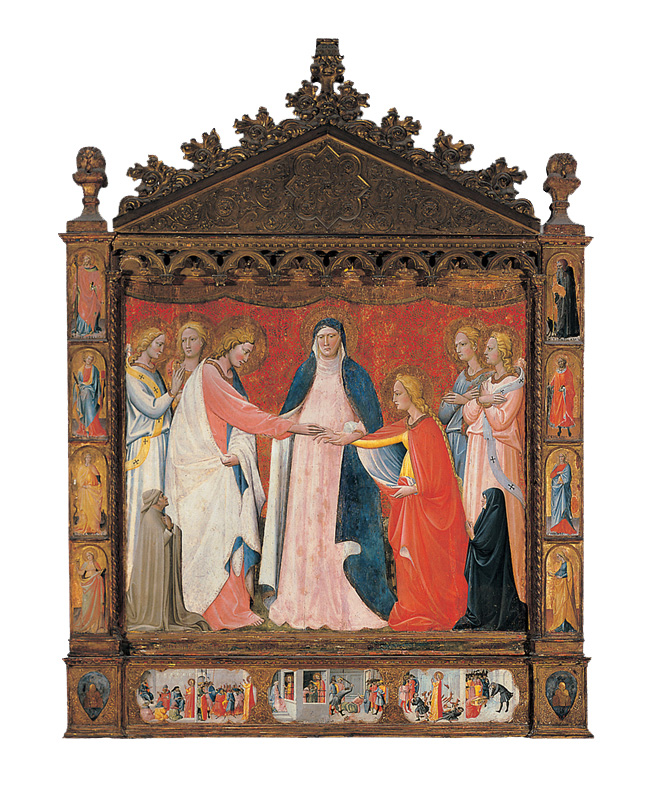
The Mystic Marriage of St Catherine of Alexandria, Szépművészeti Múzeum

Giovanni dal Ponte (Florence 1385 - aldaar 1437/38), ook wel Giovanni di Marco genoemd, was een Florentijnse schilder uit de laat-gotische periode. 
Volgens verschillende bronnen zou hij de leerling zijn geweest van de schilder Spinello Aretino, van wie hij zijn laat-gotische stijl overnam. In 1410 wordt del Ponte genoemd in de Florentijnse Arte di Medici e Speziale en in 1413 wordt hij genoemd als lid van de Compagnia di San Luca. in 1424 wordt hij voor een periode gevangengezet, maar aan het einde van de jaren 20 van de vijftiende eeuw had hij zijn eigen werkplaats. Del Ponte vervaardigde onder andere fresco's zoals in de Scali kapel in de San Trinità te Florence, paneelschilderingen en decoraties op kasten.
- Gemeinsame Normdatei: 136822517
- International Standard Name Identifier: 0000 0000 8213 6948
- Library of Congress Control Number: no2017009390
- Réseau des bibliothèques de Suisse occidentale: 02-A026976071
- RKD-Nederlands Instituut voor Kunstgeschiedenis: 31872
- Istituto Centrale per il Catalogo Unico: CFIV333119
- Système universitaire de documentation: 197529747
- Union List of Artist Names: 500011206
- Virtual International Authority File: 81103584
- WorldCat: E39PCjxwqcx7DBvd7mmRmkcRqP